# Slaget på Danzigs redd
Slaget på Danzigs redd, stod mellan Polen och Sverige den 18 november 1627 (g.s.) under det andra polska kriget.
Svenska flottan hade under sommaren 1627 blockerat hamnen i Danzig. Svenskarna drog sig tillbaka i slutet av september. Sex mindre fartyg lämnades kvar under Nils Stiernskölds befäl. Den 18 november, då denna styrka stod i begrepp att avsegla till Sverige anfölls den av en eskader om tio skepp från Danzig under amiral Arndt Dickmans kommando. Dickman anföll med hjälp av landvind.
De två fartygen närmast land, "Tigern" och "Solen", omringades och sköts sönder och samman. På grund av vindriktningen kunde fartygen längre ut inte ingripa. Solen sprängdes i luften av egen besättning för att inte falla i fiendens händer, medan Tigern övermannades. Endast 70 av dess 210 besättningsmän överlevde.
De polska förlusterna uppgick till omkring 47 man, däribland amiralen Dickman.